# Departamento de Sustentabilidade, Meio Ambiente, Água, População e Comunidades
O Departamento de Sustentabilidade, Meio Ambiente, Água, População e Comunidades (em inglês: Department of Sustainability, Environment, Water, Population and Communities) é um departamento do governo da Austrália. Foi criado em 14 de setembro de 2010 substituindo o antigo Departamento do Meio Ambiente, Água, Patrimônio e Artes.